# Viskača
Viskača (Lagostomus maximus) je hlodavec z čeledi činčilovitých. Obývá pampy v severní Argentině a přilehlých částech Paraguaye a Bolívie do nadmořské výšky 3000 metrů. Název je odvozen z kečuánského výrazu „wisk'acha“.

## Popis
Tělo dosahuje délky 47–66 cm a ocas 15–20 cm, samci váží do 8 kg a samice do 4,5 kg. Zadní končetiny jsou výrazně delší než přední, na zadních má tři prsty a na předních čtyři. Srst je šedohnědě zbarvená s bílým břichem, na hlavě má viskača charakteristické široké černé vodorovné pruhy s bílým ohraničením. V rámci českých a slovenských unijních zoologických zahrad se jedná o naprosto raritní druh, který je k vidění pouze v Zoo Liberec.

## Způsob života
Vytváří rozsáhlé podzemní kolonie nazvané viscacheras, v nichž žije okolo třiceti jedinců. Dominantní samci hlídají okolí a hvízdáním varují společenství před predátory, jako je puma americká, kočka slaništní nebo maikong. Nevyužívané nory obývají i jiné živočichové, např. sýček králičí. Půdu v okolí doupěte zbavují viskači veškeré vegetace a na udusané prostranství snášejí různé předměty (klacíky, kamínky, kosti, vyschlé kravince nebo lidské odpadky); tyto hromádky chrání vchod do nory a také slouží samcům ke značkování teritoria. Období rozmnožování nastává jednou za rok, březost trvá 154 dní a ve vrhu bývá jedno až tři mláďata. Viskača je aktivní převážně po setmění, živí se rostlinnou stravou. Protože vypásá trávu na značných plochách a v jejích norách si může dobytek zlomit nohu, hubí se viskača jako škodná. Zužitkovává se z ní kožešina a maso, které je v některých oblastech pokládáno za lahůdku. Bývá také chována v zajetí, kde se může dožít až devíti let.

## Poddruhy
- Lagostomus maximus inmollis
- Lagostomus maximus maximus
- Lagostomus maximus peltilidens